# Biblioteca civica Angelo Mai
La Biblioteca civica Angelo Mai di Bergamo è la principale istituzione di conservazione storica del circuito bibliotecario di Bergamo.
Ha la propria sede nel Palazzo Nuovo di Città Alta, che in posizione contrapposta al Palazzo della Ragione chiude, a nord-est, Piazza Vecchia.
Nasce tra la fine degli anni '60 e l'inizio degli anni '70 del secolo XVIII quando fu messo a disposizione della cittadinanza il lascito librario che il cardinale Alessandro Giuseppe Furietti aveva fatto alla città. La sua prima collocazione fu in un locale del Palazzo Nuovo che ospitava il Comune. Trasferita nel 1797 presso la canonica del Duomo, dal 1843 trova sede nel Palazzo della Ragione fino a quando, nel 1928, ritorna nella sede originaria, occupando ora l'intero palazzo.
Dall'epoca dell'apertura il suo patrimonio librario è andato crescendo in maniera esponenziale, sia attraverso donazioni sia attraverso acquisizioni, fino a raggiungere l'attuale numero di circa 700000 volumi, 11000 periodici, circa 2150 incunaboli, oltre 12000 cinquecentine, un numero rilevante di stampe, autografi, manoscritti, fotografie, beni artistici e altri reperti specialistici che ne fanno una delle più importanti biblioteche storiche d'Italia.
Il catalogo delle opere può essere consultato direttamente in situ e, per le opere acquisite dopo il 1976 e per quelle pregresse oggetto di ricatalogazione, via internet tramite l'OPAC regionale.

## Palazzo Nuovo

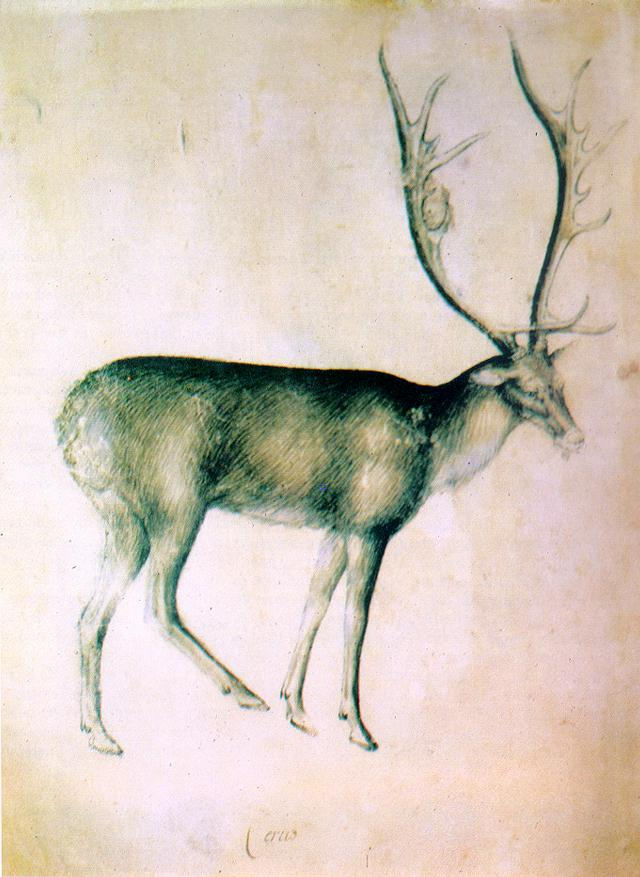
Giovannino de' Grassi, disegno di un cervo da un libro di modelli (1380-1390)

Il Palazzo Nuovo di Bergamo è opera dell'architetto Vincenzo Scamozzi, (Vicenza, 1548 o 1552 - Venezia, 1616), mentre il loggiato d'ingresso, che ne alleggerisce la facciata, fu disegnato dall'architetto Andrea Ceresola, detto il Vannone, a cui si deve anche la ricostruzione del Palazzo Ducale di Genova.
La costruzione del palazzo iniziò nei primi anni del XVII secolo e dopo un percorso secolare fu ultimata nel 1958 con l'inserimento di sei statue, opere di Tobia Vescovi, sulle trabeazioni del secondo, quinto e ottavo finestrone della facciata.
La facciata è opera dell'architetto Ernesto Pirovano (1866-1934), che la completò nel 1928 seguendo il progetto dello Scamozzi.
Ricoperta di marmo bianco di Zandobbio, dall'aspetto elegante e leggero nel suo rigore neoclassico, si inserisce nella Piazza Vecchia dominata dal Palazzo della Ragione e dalla Torre Suardi, il Campanone, in un gioco composito di stili architettonici diversi.
Il complesso degli edifici racchiude lo spazio della piazza vera e propria, ingentilita dalla fontana Contarini, mentre, attraverso il loggiato del Palazzo della Ragione, si intravede in secondo piano, come dietro una quinta teatrale, la cinquecentesca Cappella Colleoni.
Dal 1928 Palazzo Nuovo è sede della civica biblioteca con cui si identifica.

## Sistema bibliotecario
La Angelo Mai è la più antica e importante biblioteca del sistema bibliotecario comunale di Bergamo, suddiviso, quest'ultimo, in biblioteche centrali e periferiche:
| Biblioteche centrali |
| Angelo Mai           |
| A. Tiraboschi        |

| Biblioteche circoscrizionali |
| B. Ambiveri                  |
| C. Caversazzi                |
| Città Alta                   |
| Colognola                    |
| Loreto                       |
| L. Pelandi                   |
| Valtesse                     |